# Stein Rønning
Stein Rønning (28. maj 1965 i Tau i Rogaland – 23. januar 2008) var en norsk karateudøver. 
Han blev Norges første og er foreløbig eneste verdensmester i karate. Han slog igennem i 1985 da han blev europamester. Han blev flere gange europamester før han i 1990 toppede karrieren ved at blive verdensmester.